# 卢瓦河畔拉沙特尔
卢瓦河畔拉沙特尔（法語：La Chartre-sur-le-Loir，法語發音：[la ʃaʁtʁ syʁ lə lwaʁ]）是法国萨尔特省的一个市镇，属于拉弗莱什区。

## 地理
卢瓦河畔拉沙特尔（47°43'44"N, 0°34'23"E）面积8.3 平方千米，位于法国卢瓦尔河地区大区萨尔特省，该省份为法国西北部内陆省份，北起顺时针与奥恩省、厄尔-卢瓦省、卢瓦-谢尔省、安德尔-卢瓦尔省、曼恩-卢瓦尔省和马耶讷省接壤，是法国大西部的入口，连接卢瓦尔河谷、布列塔尼和巴黎盆地。
与卢瓦河畔拉沙特尔接壤的市镇（或旧市镇、城区）包括：洛姆、维勒迪约堡、马尔松、瓦莱德龙萨、卢瓦昂瓦莱。

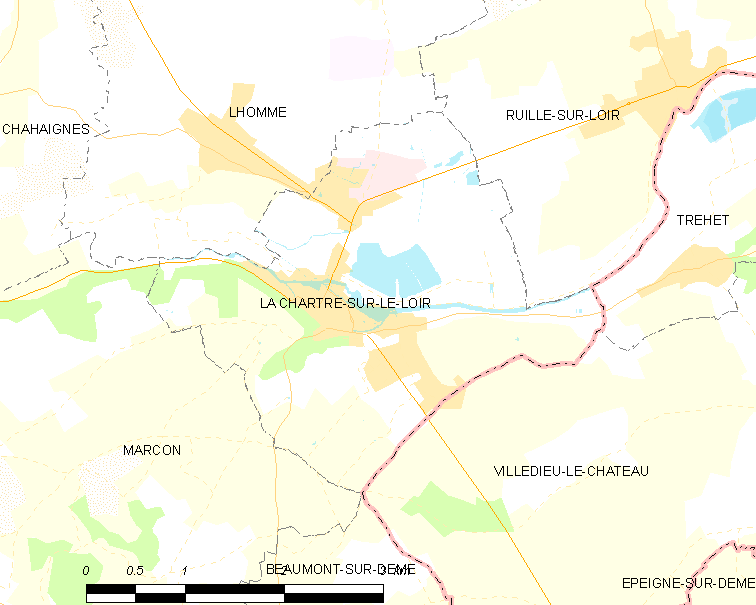
卢瓦河畔拉沙特尔的OSM定位图

卢瓦河畔拉沙特尔的时区为UTC+01:00、UTC+02:00（夏令时）。

## 行政
卢瓦河畔拉沙特尔的邮政编码为72340，INSEE市镇编码为72068。

## 政治
卢瓦河畔拉沙特尔所属的省级选区为卢瓦河畔蒙瓦勒县。

## 人口

1962-2008年间卢瓦河畔拉沙特尔人口变化图示

卢瓦河畔拉沙特尔于2022年1月1日时的人口数量为1370人。